# Franc Potočnik
Franc Potočnik, slovenski politik, poslanec, inženir kmetijstva in kmet, * 23. avgust 1955, † 2. januar 2005.

## Življenjepis
Rodil se je leta 1955 v Celju. Živel in delal je na kmetiji v osrčju Kozjanskega. Osnovno šolo je obiskoval v Lesičnem. Leta 1974 maturiral na gimnaziji v Celju. Po maturi se je vpisal na Biotehniško fakulteto v Ljubljani, kjer je leta 1979 diplomiral. Od leta 1986 do leta 1990 je delal kot višji predavatelj na Višji agronomski šoli Univerze v Mariboru.
Bil je med ustanovnimi član Slovenske kmečke zveze. Na volitvah v družbenopolitični zbor 8. aprila 1990 je kandidiral na listi Slovenske kmečke zveze ter bil tudi izvoljen v Skupščino Republike Slovenije.
Leta 1992 je bil izvoljen v 1. državni zbor Republike Slovenije; v tem mandatu je bil član naslednjih delovnih teles:
- Odbor za kmetijstvo in gozdarstvo (podpredsednik),
- Komisija za volitve, imenovanja in administrativne zadeve,
- Komisija za peticije in
- Odbor za kulturo, šolstvo in šport.

Od leta 1992 do 1996 je bil podpredsednik SLS. Od leta 2001 do 2004 je bil član sveta SLS in predsednik glavnega odbora Slovenske kmečke zveze pri SLS.